# سارگیس هاروتیونیان
سارگیس بارنوقیموسی هاروتیونیان (ارمنی: Սարգիս Բարդուղիմեոսի Հարությունյան؛ زادهٔ ۲۲ سپتامبر ۱۹۲۸ - درگذشته ۲۸ ژانویهٔ ۲۰۱۹) لغت‌شناس اهل ارمنستان بود.

## زندگی‌نامه
وی در ۲۲ سپتامبر ۱۹۲۸ در غازانچی به دنیا آمد و از فارغ‌التحصیل گشت. وی برنده جوایزی همچون مدال موسس خورناتسی است. وی در ۲۸ ژانویهٔ ۲۰۱۹ در سن ۹۰ سالگی در ایروان درگذشت.